# Nanalcopa
Nanalcopa är en ort i Mexiko.   Den ligger i kommunen Puebla och delstaten Puebla, i den sydöstra delen av landet, 110 km öster om huvudstaden Mexico City. Nanalcopa ligger 2 576 meter över havet och antalet invånare är 476.
Terrängen runt Nanalcopa är lite bergig. Runt Nanalcopa är det mycket tätbefolkat, med 2 614 invånare per kvadratkilometer. Närmaste större samhälle är Puebla de Zaragoza, 16,1 km sydväst om Nanalcopa. Trakten runt Nanalcopa består till största delen av jordbruksmark.